# Johan Rydinger
Johan Valfrid Rydinger, född 29 augusti 1892 i Gråmanstorps socken, död 13 oktober 1980 i Ängelholm, var en svensk företagsledare.
Johan Rydinger var son till lantbrukaren Per Jönsson. Efter realexamen i Helsingborg genomgick han handelsgymnasium och Versuchsanstalt und Fachschule für Lederindustrie i Freiberg. Han var anställd vid Klippans chromläderfabriks AB 1909–1915 och 1917–1919 och blev efter något års vistelse i Norge disponent vid Hallsbergs läderfabriks AB 1919 och VD för Åströms läderfabriks AB i Åbo 1921. Från 1922 var Rydinger VD och styrelseledamot i Sydsvenska läder- och remfabriks AB, AB Ängelholms kromläderfabrik och AB Pickers i Södertälje. Han var dessutom styrelseledamot i AB Örebro klackfabrik och Lion Leather Ltd. i Ashton-under-Lyne. Rydinger var aktiv inom flera garveriyrket främjande organisationer, bland annat som styrelseledamot i Svenska garveriidkareföreningen från 1936, Svenska garveriidkareföreningen från 1936, Svenska garveriidkares intresseförening från 1940, Svenska garveriidkares råvaru- och importförening från 1942 samt i Garverinäringens forskningsinstitut från 1943, där han var en av grundarna. Från 1946 var han ledamot av Svenska institutet för kulturellt utbyte med utlandet. Rydinger deltog även i det kommunalpolitiska livet i Ängelholm för högern, och var från 1934–1960 stadsfullmäktig varav 1946-1960 vice ordförande i stadsfullmäktige.